# هال روث
هال روث (بالإنجليزية: Hal Roth)‏ هو مصور أمريكي، ولد في 1927 في كليفلاند في الولايات المتحدة، وتوفي في 18 أكتوبر 2008 في ايستون في الولايات المتحدة بسبب سرطان الرئة.